# Протерозойське зледеніння
Протерозойське зледеніння (або Маріноанське) — зледеніння, що відбулося на межі протерозою та венду, було одним з найсильніших зледенінь в історії Землі.
Палеомагнітні дані свідчать, що на той час більша частина континентальних блоків земної кори була розташована в екваторіальних широтах і майже на всіх них знайдено сліди зледеніння (на цьому факті заснована гіпотеза глобального зледеніння, відома як Snowball Earth). У протерозойську льодовикову епоху було кілька зледенінь, і всі вони супроводжувалися значними змінами ізотопного складу вуглецю осадових порід. Із початком зледеніння вуглець відкладень набуває значно полегшеного складу. Вважається, що причина цієї зміни — масове вимирання морських організмів, які поглинають переважно легкий ізотоп вуглецю. В інтергляціальні (міжльодовикові) періоди відбувалася зворотна зміна ізотопного складу внаслідок бурхливого розвитку живих істот, які накопичували легкий ізотоп вуглецю і збільшували відношення 13C/12C у морській воді.
Вважається, що причиною відступу льодовиків могли бути вулканічні емісії парникових газів в атмосферу.